# Rhamphomyia longidiscalis
Rhamphomyia longidiscalis är en tvåvingeart som beskrevs av Bartak 2002. Rhamphomyia longidiscalis ingår i släktet Rhamphomyia och familjen dansflugor.
Artens utbredningsområde är Alaska. Inga underarter finns listade i Catalogue of Life.